# Silvina Molina
Silvina María Luz Molina (General Galarza, Entre Ríos, 12 de enero de 1968) es una periodista argentina especializada en género. Por sus coberturas periodísticas con enfoque de género recibió diversos premios y reconocimientos. Integra la Red Internacional de Periodistas con Visión de Género y la Red de Editoras de Género de Argentina, una iniciativa del Fondo de Población de las Naciones Unidas (UNFPA) en Argentina. Fue la primera editora de Género y Diversidades de la agencia de noticias Télam.

## Biografía
Trabajó como periodista en la agencia de Noticias Télam entre 2011 y 2024. En febrero de 2020 fue nombrada editora de Género y Diversidades.
Fue una de las periodistas seleccionadas en 2019 por el Centro para el Liderazgo de las Mujeres de Estados Unidos de la Universidad Rutgers, para el proyecto mundial sobre cobertura de violencia de género, que concluyó con la publicación Silence and Omissions: A media guide for covering gender-based violence. En ese mismo año realizó talleres en Jujuy, Salta y Ciudad de Buenos Aires sobre periodismo de género para la iniciativa Spotlight de Naciones Unidas.
Además de su actividad periodística, brinda conferencias y talleres sobre género en empresas, organizaciones, organismos y medios de comunicación de Argentina y América Latina.

## Premios y reconocimientos
- 2013: Mención especial en los premios Lola Mora debido a la producción diaria de notas de género en la Agencia Télam.[9][10]
- 2021: Diploma de reconocimiento  de los premios Lola Mora por su labor como editora de Género y mención especial por informe especial de género de Télam.[11]
- 2022: Voces que Transforman de Amnistía Internacional, en reconocimiento a su labor como comunicadora de la agenda de género, la libertad de expresión y el derecho al aborto en Argentina.[12][13]
- 2022: Premio Carlos Jáuregui, de la Fundación Igualdad, en reconocimiento a su lucha por la igualdad y la no discriminación.[14]
- 2024: Premio Regional de Periodismo en Salud de las Mujeres, en reconocimiento a su nota titulada “Agitando el viento caliente de la menopausia: romper el tabú y mantener el goce”.[15]

## Publicaciones
Desde su rol de periodista especializada en género escribió una serie de manuales y guías.

### Manuales y guías
- Molina, Silvina (2009). Noticias que salvan vidas. Manual periodístico para el abordaje de la violencia contra las mujeres. Amnistía Internacional Argentina - Asoc. Civil Pro Amnistía. ISBN 978-987-22319-3-4. Consultado el 3 de marzo de 2020.
- Molina, Silvina; Porras, Lyvia (2009). Manual de género para periodistas. Recomendaciones básicas para el ejercicio del periodismo con enfoque de género. Programa de las Naciones Unidas para el Desarrollo. ISBN 978-987-22319-3-4. Archivado desde el original el 27 de noviembre de 2020. Consultado el 3 de marzo de 2020.
- Molina, Silvina (2017). Comunicación, infancia y adolescencia: Guías para periodistas. Fondo de las Naciones Unidas para la Infancia (UNICEF). ISBN 978-92-806-4892-8. Consultado el 4 de marzo de 2020.
- Molina, Silvina (2017). Guía para informar con perspectiva de género. Tribunal Constitucional de la República Dominicana. ISBN 978-9945-610-05-5. Consultado el 11 de abril de 2022.
- Molina, Silvina (2021). Guía de comunicación inclusiva para la Secretaría General de la OEA. Organization of American States. ISBN 978-0-8270-7163-6. Consultado el 11 de abril de 2022.
- Carbajal, Mariana; Molina, Silvina; Iglesias, Mariana (2023). Guía para una comunicación con perspectiva de derechos en la defensa de mujeres criminalizadas por eventos obstétricos. Mujeres X Mujeres. ISBN 978-987-82904-2-3. Consultado el 15 de octubre de 2024.